# Caserne centrale des pompiers de Jyväskylä
La Caserne centrale des pompiers (finnois : Jyväskylän keskuspaloasema) est un bâtiment construit dans le quartier de Ristonmaa à Jyväskylä en Finlande.